# Villaturiel (kommunhuvudort)
Villaturiel är en kommunhuvudort i Spanien.   Den ligger i provinsen Provincia de León och regionen Kastilien och Leon, i den norra delen av landet, 280 km nordväst om huvudstaden Madrid. Villaturiel ligger 798 meter över havet och antalet invånare är 1 748.
Terrängen runt Villaturiel är platt, och sluttar söderut. Runt Villaturiel är det glesbefolkat, med 9 invånare per kvadratkilometer. Närmaste större samhälle är León, 11,4 km nordväst om Villaturiel. Trakten runt Villaturiel består till största delen av jordbruksmark.